# Gråstare
Gråstare (Spodiopsar cineraceus) är en asiatisk fågel i familjen starar inom ordningen tättingar.

## Utseende och läten
Gråstaren är en medelstor (22-24 cm) stare med något förlänga fjädrar på strupen och i nacken. På hanen är huvudet svartaktigt med mestadels vitt på panna och örontäckare. Kroppen är mestadels mörk med ett ljus band på övre stjärttäckarna. Näbben är orangefärgad med svart spets. Honan är något blekare med inslag av vitt på strupen. Lätet är en knarrande och monoton serie som på engelska återges "chir-chir-chay-cheet-cheet...".

## Utbredning och systematik
Gråstaren häckar i nordöstra Asien, från sydöstra Ryssland söderut till centrala och östra Mongoliet, norra Kina (österut från östra Qinghai och Sichuan), Korea, södra Sachalin, det mesta av Japan och södra Kurilerna. Vintertid återfinns den i Japan (utom Hokkaido), Sydkorea, sydöstra Kina (inklusive Hainan och Hong Kong), Taiwan och norra Vietnam i östra Tonkin. Tillfälligt har den påträffats i Laos, Myanmar, Thailand, Nordmarianerna och Filippinerna. Den behandlas som monotypisk, det vill säga att den inte delas in i några underarter.

### Släktestillhörighet
Tidigare placerades arterna i släktet Sturnus, men flera genetiska studier visar att det är starkt parafyletiskt, där de flesta arterna är närmare släkt med majnorna i Acridotheres än med den europeiska staren (Sturnus vulgaris). Alla arter utom staren och dess nära släkting svartstaren har därför lyfts ut till andra släkten, gråstaren tillsammans med sidenstaren till Spodiopsar.

## Levnadssätt
Gråstaren hittas i öppna områden som odlingslandskap, betesmarker, öppen skogsmark, parker och samhällen. Den är en allätare men födan består huvudsakligen av ryggradslösa djur, framför allt insekter. Fågeln häckar monogamt mellan april och juli, vanligtvis i kolonier med upp till 30 par.

## Status och hot
Artens populationstrend är okänd, men utbredningsområdet är relativt stort. Internationella naturvårdsunionen IUCN anser inte att den är hotad och placerar den därför i kategorin livskraftig. Världspopulationen har inte uppskattats men den beskrivs som mycket vanlig i Japan och vanlig i Kina.